# قرار مجلس الأمن التابع للأمم المتحدة رقم 1540
قرار مجلس الأمن التابع للأمم المتحدة رقم 1540، المتخذ بالإجماع في 28 نيسان / أبريل 2004 بشأن عدم انتشار أسلحة الدمار الشامل. يحدد القرار الالتزامات بموجب الفصل السابع من ميثاق الأمم المتحدة لجميع الدول الأعضاء لتطوير وإنفاذ التدابير القانونية والتنظيمية المناسبة ضد انتشار الأسلحة الكيميائية والبيولوجية والإشعاعية والنووية ووسائل إيصالها، على وجه الخصوص، لمنع انتشار أسلحة الدمار الشامل إلى جهات فاعلة من غير الدول.
ومن الجدير بالملاحظة أنه يعترف بالانتشار غير الحكومي باعتباره تهديدًا للسلام بموجب أحكام الفصل السابع من ميثاق الأمم المتحدة، ويفرض التزامًا على الدول بتعديل تشريعاتها الداخلية.
علاوة على ذلك، يتطلب القرار من كل دولة تجريم الأشكال المختلفة لتورط الجهات الفاعلة غير الحكومية في أسلحة الدمار الشامل والأنشطة المرتبطة بها في تشريعاتها المحلية وفرض مثل هذه التشريعات بمجرد وضعها. بحكم نطاقه العالمي وطبيعته الإلزامية، يمثل القرار 1540 خروجًا عن ترتيبات عدم الانتشار السابقة ويضيف طبقة جديدة إلى نظام عدم الانتشار. قبل اعتماد القرار، كان نظام عدم الانتشار قائما على العديد من الترتيبات المتداخلة جزئيا، والتي لم ينص أي منها على التزامات إلزامية عالمية.

## المحتوى
تم اتخاذ القرار 1540 بموجب الفصل السابع من ميثاق الأمم المتحدة، والذي يغطي «التهديدات للسلام، وخرق السلام وأعمال العدوان». وينص القرار نفسه في فقرته الافتتاحية على أن: «انتشار الأسلحة النووية والكيميائية والبيولوجية، وكذلك وسائل إيصالها، يشكل تهديدا للسلم والأمن الدوليين». على الرغم من أن مجلس الأمن قد اعترف بالفعل بانتشار أسلحة الدمار الشامل كتهديد للسلم والأمن الدوليين في بيانه الرئاسي الصادر في 31 يناير 1992،  فقد تأخر المجلس حتى عام 2004 لتبني مثل هذا القرار الحاسم.
القرار 1540 هو القرار الثاني فقط الذي يستند إلى الفصل السابع دون ربطه بزمان ومكان محددين، الأول هو قرار مجلس الأمن التابع للأمم المتحدة 1373، الذي تم التصويت عليه في أعقاب هجمات 11 سبتمبر كمحاولة لمكافحة الإرهاب الدولي. وقد تم بالفعل النظر في إمكانية وصول الإرهابيين إلى أسلحة الدمار الشامل في القرار 1373 الفقرة 3 أ و4، وظهر قرار مجلس الأمن رقم 1540 من هاتين الفقرتين.
الالتزامات الرئيسية الثلاثة التي أنشأها القرار هي:
1. «الامتناع عن تقديم أي شكل من أشكال الدعم للجهات من غير الدول التي تحاول استحداث أسلحة نووية أو كيميائية أو بيولوجية ووسائل إيصالها، أو احتياز هذه الأسلحة والوسائل أو صنعها أو امتلاكها أو نقلها أو تحويلها أو استعمالها». (المادة 1)
2. «اعتماد وإنفاذ قوانين فعالة مناسبة تحظر على أي جهة من غير الدول صنع أو احتياز أو امتلاك أو تطوير أو نقل أو تحويل أو استخدام أسلحة نووية أو كيميائية أو بيولوجية ووسائل إيصالها». (المادة 2)
3. «اتخاذ تدابير فعالة وإنفاذها لوضع ضوابط محلية لمنع انتشار الأسلحة النووية أو الكيميائية أو البيولوجية ووسائل إيصالها». (المادة 3)

كما يؤكد القرار على الأهمية المستمرة لاتفاقات عدم الانتشار ونزع السلاح، وينص على إنشاء لجنة (لجنة 1540) للإشراف على تنفيذ القرار. يُطلب من الدول تقديم تقارير إلى لجنة القرار 1540 حول وضعها الحالي والخطط المستقبلية فيما يتعلق بالالتزامات المنصوص عليها في القرار في غضون ستة أشهر من اعتماد القرار، على الرغم من أن العديد من الدول في الواقع استغرقت وقتًا أطول بكثير.
تم إنشاء لجنة 1540 عمدا دون سلطة فرض عقوبات. في حين أن القرار، من الناحية النظرية، إلزامي لجميع أعضاء الأمم المتحدة، فقد تقرر أن عملية التنفيذ يجب أن تستند إلى التعاون والمشاركة بدلاً من الفرض. ولتعزيز هذه الغايات، كانت إحدى الوظائف الرئيسية للجنة أن تكون «غرفة مقاصة» لعروض وطلبات المساعدة في الوفاء بالالتزامات التي نص عليها القرار.

### لجنة 1540
وأنشئت بموجب الفقرة 4 من القرار لجنة مخصصة (تُعرف باسم لجنة 1540) لفترة أولية مدتها سنتان برعاية مجلس الأمن لتكليف فحص تنفيذ هذا القرار. وأصدرت اللجنة تقريرها الأول إلى مجلس الأمن بشأن تنفيذ القرار في أبريل / نيسان 2006. مع اعتماد القرار 1673 (2006) والقرار 1810 (2008) لاحقًا، تم تمديد ولايتها لمدة عامين آخرين ثم لفترة أخرى مدتها ثلاث سنوات. ومُددت ولايتها لعشر سنوات أخرى بموجب القرار 1977 (2011)، المتخذ في أبريل 2011. وقدمت اللجنة تقريرها الثاني في تموز / يوليو 2008. بناءً على طلب القرار 1810 (2008)، عقدت اللجنة اجتماعاً مفتوحاً في عام 2009 بمشاركة واسعة من أجل إعداد مراجعة شاملة لحالة تنفيذ القرار 1540.

### التنفيذ الوطني
يدعو القرار جميع الدول إلى تقديم تقرير أول إلى لجنة 1540، في موعد لا يتجاوز ستة أشهر من اتخاذ القرار 1540 (28 تشرين الأول / أكتوبر 2004)، بشأن الخطوات التي اتخذتها أو تعتزم اتخاذها لتنفيذ أحكام الفقرات 1 و2 و3 من القرار. وجميع الدول الأعضاء مدعوة أيضا إلى تضمين تقاريرها الوطنية،  حسب الاقتضاء، معلومات تتعلق بتنفيذ الفقرات 6، 7، 8، 9 و10 من منطوق القرار. وهم مدعوون أيضا إلى إعداد خطط عمل موجزة على أساس طوعي تحدد أولوياتهم وخططهم لتنفيذ الأحكام الرئيسية للقرار 1540 (2004)، وتقديم تلك الخطط إلى لجنة القرار 1540. يدعو القرار 1810 (2008) جميع الدول التي لم تقدم بعد أول تقرير لها على النحو المطلوب في القرار 1540 إلى تقديمه إلى لجنة 1540 دون تأخير.

## المفاوضات والتصويت
تم تبني القرار 1540 من قبل مجلس الأمن التابع للأمم المتحدة بهدف منع حصول الجماعات الإرهابية على أسلحة كيميائية وبيولوجية وإشعاعية ونووية.
يعتبر القرار 1540 تطورًا ملحوظًا من حيث أنه يعترف صراحةً بأن انتشار أسلحة الدمار الشامل من غير الدول على أنه تهديد للسلم والأمن في حد ذاته ومن حيث أنه يلزم الدول الأعضاء بإجراء تغييرات تشريعية داخلية. واتخذت جميع اتفاقيات عدم الانتشار السابقة شكل اتفاقيات متعددة الأطراف مثل معاهدة عدم انتشار الأسلحة النووية أو آليات تعاون مثل مبادرة أمن الانتشار، بناءً على موافقة الأطراف. من ناحية أخرى، فإن القرار 1540 إلزامي لجميع أعضاء الأمم المتحدة، سواء كانوا يدعمون أهدافها أم لا.
تبنت الولايات المتحدة الأمريكية والفلبين وإسبانيا وفرنسا (التي انضمت في اللحظة الأخيرة ) إلى مقدمي مشروع القرار. كانت المفاوضات التي سبقت التصويت على القرار 1540 مفتوحة رسميًا فقط لأعضاء مجلس الأمن التابع للأمم المتحدة، ولكن تم التماس المعلومات حول المسودات المبكرة مع حرية نسبية ومدخلات من الدول الأخرى والمنظمات غير الحكومية نظرًا للحساسية السياسية للقضايا المعنية. تم إيلاء اهتمام خاص لدول عدم الانحياز الرئيسية من أجل الضغط على باكستان، التي كانت في ذلك الوقت عضوًا في مجلس الأمن، لتتماشى مع رأي الأغلبية. كما تم تضمين مجموعة الثماني في العملية، وهذا يمثل وسيلة لإشراك اليابان في المفاوضات. كانت عملية الصياغة ملحوظة لمستوى مشاركة المنظمات غير الحكومية التي شاركت فيها. تم تنظيم تعبئة شعبية من قبل، من بين آخرين، الرابطة النسائية الدولية للسلام والحرية ولجنة المحامين المعنية بالسياسة النووية، للمطالبة بمناقشة مشروع القرار في جلسة مفتوحة لمجلس الأمن.
تم التصويت على القرار بالإجماع من قبل الأعضاء الدائمين في مجلس الأمن، بالإضافة إلى الأعضاء العشرة غير الدائمين في ذلك الوقت: الجزائر وبنين وأنغولا والفلبين وباكستان والبرازيل وتشيلي وألمانيا وإسبانيا ورومانيا. استغرقت العملية برمتها، من بداية المفاوضات بين الرعاة المشاركين إلى التصويت النهائي، حوالي 8 أشهر.
وعلى الرغم من إجماع التصويت، أعرب العديد من أعضاء مجلس الأمن عن تحفظاتهم في بياناتهم المصاحبة. وأصر منير أكرم، ممثل باكستان، على أن «باكستان تشارك الرأي المعبر عنه في المناقشة المفتوحة للمجلس بأن المجلس لا يستطيع أن يشرع للعالم. ولا يمكن للمجلس أن يتولى الإشراف على قضايا عدم الانتشار ونزع السلاح على الصعيد العالمي. فهو ليس هيئة تمثيلية. ولا يمكنه تنفيذ الالتزامات التي تعهدت بها خمسة من أعضائه الذين احتفظوا بأسلحة نووية لأنهم يمتلكون أيضا حق النقض». وأضاف أن «باكستان كانت ملزمة بتطوير أسلحة نووية وأنظمة إيصال مرتبطة بها للحفاظ على الحد الأدنى من الردع الموثوق به ضد العدوان الخارجي، خاصة بعد تطوير قدرات مماثلة وإثباتها من قبل جارتها الشرقية. إن نظام عدم الانتشار النووي يحتاج إلى استيعاب حقيقة وجود الأسلحة النووية في جنوب آسيا. وقال إنه بالنظر إلى هذا الواقع، لن تقبل باكستان أي طلب للوصول، ناهيك عن عمليات التفتيش، لأصولها النووية والاستراتيجية والمواد والمنشآت. لن تشارك المعلومات الفنية أو العسكرية أو السياسية التي من شأنها أن تؤثر سلبًا على برامج الأمن القومي أو مصالحها الوطنية. وستواصل باكستان تطوير قدراتها النووية والصاروخية والاستراتيجية ذات الصلة للحفاظ على الحد الأدنى من الردع الموثوق به تجاه جارتها الشرقية، التي شرعت في برامج رئيسية للأسلحة النووية والقذائف ومضادات القذائف وحيازة وتطوير الأسلحة التقليدية.» 
كما أعربت الهند عن قلقها إزاء التدخل الواضح في التشريع الداخلي من قبل مجلس الأمن: «إننا نشعر بالقلق من أن ممارسة المجلس للوظائف التشريعية، إلى جانب اللجوء إلى تفويضات الفصل السابع، يمكن أن يخل بتوازن القوى بين الجمعية العامة ومجلس الأمن، على النحو المنصوص عليه في الميثاق».
في حديثه عن البرازيل، أثار رونالدو موتا ساردنبرغ مسألة نزع السلاح، والتي كانت مصدر قلق للعديد من دول حركة عدم الانحياز خلال عملية التفاوض وقبلها، بالنظر إلى النظام غير المتكافئ الذي أنشأته صكوك مثل معاهدة عدم انتشار الأسلحة النووية.
وبالمثل، تضمنت المسودات الأولى للقرار إشارات صريحة إلى المبادرة الأمنية لمكافحة الانتشار التي تم حذفها بناءً على طلب الصين، التي لا تزال تعارض المخطط، بدعوى أنها تنتهك اتفاقية الأمم المتحدة لقانون البحار.

## العلاقة بصكوك عدم الانتشار الأخرى
يطالب القرار 1540 الدول «بتعزيز التبني العالمي والتنفيذ الكامل، وعند الضرورة، تعزيز المعاهدات المتعددة الأطراف التي هي أطراف فيها، والتي تهدف إلى منع انتشار الأسلحة النووية أو البيولوجية أو الكيميائية» (المادة 8 أ) و«الوفاء بالتزامهم بالتعاون متعدد الأطراف، ولا سيما في إطار الوكالة الدولية للطاقة الذرية ومنظمة حظر الأسلحة الكيميائية واتفاقية الأسلحة البيولوجية» (المادة 8 ج).
على الرغم من أن القرار يشجع ويعزز التنفيذ العالمي لمعاهدة أسلحة الدمار الشامل، إلا أن الدول التي لم تصبح بعد طرفًا تحتفظ بصلاحيتها في عدم التوقيع على هذه المعاهدات. لا ينصب تركيز القرار 1540 على المعاهدات في حد ذاتها، بل على التشريعات واللوائح الوطنية الناتجة التي تسمح باتخاذ إجراءات ضد الجهات الفاعلة غير الحكومية. ستكون الدول قد قطعت شوطًا طويلاً نحو الامتثال للقرار إذا كانت قد صدقت بالفعل على المعاهدات الثلاث الرئيسية لأسلحة الدمار الشامل، لكن العكس صحيح أيضًا. إذا وضعت الدول التشريعات الوطنية المطلوبة للامتثال لقرار مجلس الأمن 1540، فإن الانضمام إلى اتفاقية الأسلحة الكيميائية واتفاقية الأسلحة البيولوجية والتكسينية والامتثال لها لن يتطلب الكثير من الجهد الإضافي. وبهذه الطريقة يساهم القرار أيضًا في عالمية المعاهدة.
يحاول القرار 1540 سد الثغرات في الأساليب المختلفة للأدوات الحالية. أولاً وقبل كل شيء، القرار عالمي على عكس المعاهدات الثلاث الرئيسية لأسلحة الدمار الشامل. في حين أن المعاهدات الثلاث الرئيسية لأسلحة الدمار الشامل، معاهدة عدم انتشار الأسلحة النووية واتفاقية الأسلحة الكيميائية واتفاقية الأسلحة البيولوجية تنطبق أولاً وقبل كل شيء على الدول، يركز القرار على الجهات الفاعلة من غير الدول. نظرًا لأن الأفراد لا يخضعون للقانون الدولي، فإن الدول مطالبة بضمان إطار قانوني وطني للقوانين واللوائح والضوابط. ثالثًا، على عكس الوكالة الدولية للطاقة الذرية في معاهدة عدم انتشار الأسلحة النووية ومنظمة حظر الأسلحة الكيميائية واتفاقية الأسلحة الكيميائية، لا توجد مثل هذه المنظمة لاتفاقية الأسلحة البيولوجية.
يدمج القرار 1540 بشكل صريح مخاوف الانتشار بوسائل التوصيل. يتجاوز القرار معاهدات عدم الانتشار الرئيسية الثلاث ويحدد في المادتين 2 و3 التدابير الإضافية المطلوبة فيما يتعلق بالحماية المالية والأمنية والمادية للمواد الحساسة وكذلك ضوابط الحدود والتصدير. وأخيرا، فإن القرار، الذي تم تبنيه بموجب الفصل السابع من ميثاق الأمم المتحدة، يتطلب التنفيذ. وهذا يؤكد الدور الذي يُتوقع أن تلعبه الدول لاستباق الانتشار (المادة 10)، لأنه يلمح إلى إمكانية فرض عقوبات في حالة عدم الامتثال. كما يحاول معالجة ضعف الإنفاذ في المعاهدات وأنظمة مراقبة الصادرات.

### الأسلحة النووية
للقرار 1540 علاقة تكميلية مع معاهدة عدم انتشار الأسلحة النووية والوكالة الدولية للطاقة الذرية. لدى الوكالة الدولية للطاقة الذرية أنشطة وبرامج ذات صلة بتنفيذ القرار 1540 مثل المساعدة التشريعية وتدريب مسؤولي الدولة ودعم الدول في تطوير وتنفيذ الحماية المادية للمواد والمرافق النووية ودعم الدول لرفع مستوى الضوابط الحدودية من أجل الكشف بشكل أفضل عن الاتجار غير المشروع بالمواد النووية والتكنولوجيا ذات الصلة. يمكن للجنة القرار 1540 إبلاغ الدول بطلب المساعدة التشريعية والتقنية والخدمات الاستشارية من الوكالة الدولية للطاقة الذرية. لا تغطي الوكالة الدولية للطاقة الذرية المواد النووية فحسب، بل تشمل أيضًا المواد المشعة، وهذه الأخيرة ذات أهمية خاصة للجهات الفاعلة من غير الدول، لأنه سيكون من الأسهل الحصول عليها. ومن الأدوات المفيدة الأخرى التي تقدمها الوكالة الدولية للطاقة الذرية قاعدة بيانات الحوادث والاتجار.

### الأسلحة الكيميائية
تواجه اتفاقية الأسلحة الكيميائية والمنظمة المكلفة بها منظمة حظر الأسلحة الكيميائية تحديات جديدة في سياق دولي متغير لأسلحة الدمار الشامل يهدف القرار 1540 إلى معالجتها. من الالتزامات المهمة لاتفاقية الأسلحة الكيميائية اعتماد تشريع تنفيذ وطني مناسب، ولكن حتى بعد اعتماد خطة عمل من قبل منظمة حظر الأسلحة الكيميائية لتشجيع الدول الأطراف على تصحيح هذا الوضع، فإن العديد من الدول الأطراف تفشل في الوفاء بهذا الالتزام. تشريع التنفيذ الوطني الشامل ليس ضروريًا فقط للوفاء الكامل بالالتزامات تجاه اتفاقية الأسلحة الكيميائية، ولكنه أمر حيوي في منع الجهات الفاعلة غير الحكومية من الوصول إلى الأسلحة الكيميائية، وقد جعل قرار مجلس الأمن 1540 هذا مطلبًا إلزاميًا. على الرغم من أن اتفاقية الأسلحة الكيميائية لديها نظام تحقق فعال من قبل المفتشين الدوليين التابعين لمنظمة حظر الأسلحة الكيميائية، فقد لا يكون هذا هو الحال دائمًا عند مواجهة جهات فاعلة غير حكومية إذا لم يكن هناك تشريع وطني يمنح سهولة الوصول إلى المساكن الخاصة. كما يعالج القرار مسألة «المواد ذات الصلة». يشمل تعريفها المواد الكيميائية والمعدات التي تغطيها الترتيبات المتعددة الأطراف وقوائم الرقابة الوطنية مثل مجموعة أستراليا، ومبادرة أمن الانتشار واستراتيجية الاتحاد الأوروبي ضد انتشار أسلحة الدمار الشامل، وبالتالي فهي أوسع بكثير من الجداول الثلاثة للمواد الكيميائية في ملحق اتفاقية الأسلحة الكيميائية. بالإضافة إلى ذلك، يمكن للجهات الفاعلة غير الحكومية أن تتسبب بالفعل في أضرار جسيمة بمبالغ أقل بكثير من تلك التي تعتبر كبيرة عسكريا ويجب على الدول أخذ ذلك في الاعتبار في إجراءاتها للتصدي لتحضير أو استخدام الأسلحة الكيميائية من قبل تلك الجهات.

### الأسلحة البيولوجية
ليس لدى اتفاقية الأسلحة البيولوجية منظمة للإشراف على تنفيذها وتفتقر إلى نظام فعال للرصد والامتثال والتحقق. توجد آلية امتثال استشارية متواضعة، لكن المفاوضات بشأن إنشاء منظمة دولية لحظر الأسلحة البيولوجية للإشراف على التنفيذ وإجراء المراقبة والتحقق قد تعطلت في عام 2001. إن الافتقار إلى الشفافية يجعل من الصعب تقييم حالة وفعالية تدابير الدول الأطراف لتنفيذ اتفاقية الأسلحة البيولوجية والامتثال لها. أنشأ القرار 1540 نظامًا للمراقبة يعتمد على تصريحات الدول بشأن التنفيذ من خلال التقارير المقدمة إلى لجنة 1540. لا يوفر القرار نظام امتثال، ولكنه يفضل الجهود التعاونية لأن عدم الامتثال يمكن أن يكون بسبب نقص الوعي أو القدرات. ولكن إذا استمرت الدول في عدم الامتثال على الرغم من المساعدة، فستقوم اللجنة بإبلاغ مجلس الأمن الدولي بذلك. يؤدي القرار 1540 أيضًا دور الامتثال الوظيفي لأنه يتطلب من الدول الأطراف في اتفاقية الأسلحة البيولوجية مراجعة امتثالها لالتزاماتها بينما يمكنها استخدام المعايير الأكثر تفصيلاً للتنفيذ الوطني في القرار.

### وسائل التوصيل
يعزز قرار مجلس الأمن 1540 فهمًا أكبر لأدوات عدم الانتشار المتعلقة بوسائل التوصيل مثل نظام التحكم في تكنولوجيا الصواريخ. وحتى اعتماد القرار، لم تكن تدابير مراقبة الصادرات المتعلقة بوسائل الإيصال تناقش على نطاق واسع في المجتمع الدولي. نظام مراقبة تكنولوجيا القذائف هو جمعية تطوعية وغير رسمية تهدف إلى السيطرة على انتشار الصواريخ وأنظمة المركبات الجوية غير المأهولة. يتطلب القرار 1540 كأحد الإجراءات التي تحافظ الدول على ضوابط فعالة على الصادرات، وعلى الرغم من أنه يمكن لكل دولة تنفيذ الترتيبات وفقًا لتشريعاتها الوطنية، إلا أن هذا التشريع إلزامي الآن. بما أن التركيز الرئيسي للقرار هو الجهات الفاعلة غير الحكومية، فمن المتوقع أن تكون وسائل التسليم أقل تعقيدًا. لا يزال خطر حصول الجهات الفاعلة غير الحكومية على تقنيات متطورة للصواريخ الباليستية أو صواريخ كروز قائمًا، وسيتعين على القرار أن يأخذ في الاعتبار التقنيات ذات الاستخدام المزدوج في تنفيذه حتى لا يؤثر على الاستخدامات التجارية السلمية المشروعة والبحوث الصناعية.

## التطبيق

### أمريكا الجنوبية
كانت أمريكا اللاتينية هي المنطقة الأولى التي شملتها معاهدة تحظر تطوير الأسلحة النووية (معاهدة تلاتيلولكو)، على الرغم من المعارضة المستمرة من قبل اثنتين من القوى الرئيسية في المنطقة، البرازيل والأرجنتين، لمعاهدة عدم انتشار الأسلحة النووية بسبب طبيعتها التمييزية المتصورة.
في حين أن كولومبيا هي الدولة الوحيدة في المنطقة التي قبلت بشكل كامل رؤية الولايات المتحدة للحرب على الإرهاب، فإن معظم الدول في المنطقة لديها بالفعل تدابير لمكافحة الإرهاب، وعادة ما يتم ذلك بالاقتران مع السياسات المصممة لمكافحة الجريمة المنظمة، والتي هي التهديد المحلي الرئيسي (على سبيل المثال، مجموعة 3 + 1،  اتفاقية البلدان الأمريكية لمكافحة الإرهاب، إعلان سان كارلوس ).
قدمت جميع الدول في المنطقة بالفعل تقارير الامتثال الخاصة بها إلى لجنة القرار 1540. ومع ذلك، فإن العديد منهم قد أوفوا بجزء بسيط فقط من التزاماتهم بموجب القرار؛ شيلي وبنما وبيرو وفنزويلا من بين تلك التي لديها أسوأ السجلات. كما طلبت كولومبيا معدات الكشف والمساعدة في تدريب موظفيها المكلفين بإنفاذ القانون على الكشف عن جرائم الانتشار ومقاضاة مرتكبيها،  بينما قدمت الأرجنتين والبرازيل عروض المساعدة.

### آسيا وأوقيانوسيا
في حين أن الآسيان كانت تدعم القرار إلى حد كبير، فقد تم انتقادها أيضًا أولاً كمحاولة مستوحاة من الولايات المتحدة للتدخل في الأمور التي تنتمي إلى مجال السيادة الوطنية،  باعتباره نهج «مقاس واحد يناسب الجميع» للمسألة  ولأنه يتطلب الكثير من حيث الموارد لكي تتمكن البلدان الصغيرة من تطبيقه بشكل صحيح.
من بين دول المنطقة، تايوان (وهي ليست عضوًا في الأمم المتحدة) وجزر كوك ونيوي (التي يتم التعامل معها كمراقبين دائمين بدلاً من أعضاء الأمم المتحدة بسبب صلاتهم بنيوزيلندا) وكوريا الشمالية وبورما وتيمور الشرقيةوجزر سليمان لم تقدم تقارير بعد إلى لجنة القرار 1540. واجهت العديد من الدول في أوقيانوسيا صعوبات في الوفاء بالتزاماتها بموجب القرار بسبب صغر حجمها ونقص الموارد. على سبيل المثال، طلبت كيريباتي المساعدة في تكييف إطارها التشريعي  وطلبت فانواتو تدريبًا إضافيًا للشرطة.
لدى كل من أرمينيا وكمبوديا والعراق ولبنان وجزر مارشال ومنغوليا والفلبين وقطر وسوريا وتايلاند وأوزبكستان طلبات معلقة،  بينما قدمت أستراليا والصين والهند وإسرائيل واليابان وماليزيا ونيوزيلندا وباكستان وكوريا الجنوبية وسنغافورة عروضاً للمساعدة للجنة.
كما تشارك العديد من الدول في المنطقة في مبادرات محلية أخرى لمنع الانتشار ومكافحة الإرهاب، مثل عملية بالي لمكافحة الإرهاب  وورش العمل الإقليمية لاتفاقية الأسلحة البيولوجية.
كانت آسيا مصدرًا لأحدث أنشطة الانتشار، ولا سيما في الهند وباكستان،  إسرائيل  وإيران  وكوريا الشمالية.

### أفريقيا
في حين أن معظم الدول الأفريقية تفتقر إلى التكنولوجيا اللازمة لتشكل تهديدات خطيرة للانتشار، فإن مناطق انعدام القانون العديدة في القارة تجعلها مركزًا مفيدًا لمختلف الأنشطة السرية، لا سيما الاتجار بالبشر والمخدرات. ومع ذلك، فإن بعض البلدان، ولا سيما ليبيا  ومصر  (نوويا) وجمهورية الكونغو الديمقراطية  (كيميائيا/بيولوجيا) كانت أو يشتبه في تورطها في الانتشار.
يوجد في إفريقيا أيضًا أعلى نسبة من الدول التي لم تقدم بعد تقارير الامتثال الخاصة بها إلى لجنة القرار 1540.
يُعزى ذلك إلى حد كبير إلى نقص الموارد، ووجود مشاكل أكثر إلحاحًا مثل الإيدز وانتشار الأسلحة الصغيرة والصراع، لكن أعضاء معينين في حركة عدم الانحياز أثاروا أيضًا مخاوف بشأن التأثير المحتمل للقرار على السيادة الوطنية.
قدمت كل من أنغولا وبنين وكوت ديفوار ومدغشقر والمغرب طلبات للمساعدة في الوفاء بالتزاماتها بموجب القرار 1540 أمام اللجنة،  مع تقديم جنوب إفريقيا عرضًا للمساعدة.

### أوروبا
منذ عام 2003، أدمج الاتحاد الأوروبي بندًا بشأن عدم الانتشار في سياسته الخارجية والأمنية المشتركة، مما يتطلب أن يتخذ شركاؤه التجاريون خطوات «للتوقيع أو التصديق أو الانضمام، حسب الاقتضاء، والتنفيذ الكامل لجميع (...) الصكوك الدولية ذات الصلة المتعلقة بالأسلحة النووية والكيميائية والبيولوجية». ومع ذلك، كان هذا البند حجر عثرة في المفاوضات مع الهند وسوريا.
الدول الأوروبية الوحيدة التي لم تقدم بعد تقاريرها إلى لجنة القرار 1540 هي مقدونيا ومولدوفا والفاتيكان (التي لا تزال مجرد دولة مراقبة في الأمم المتحدة)، على الرغم من أن العديد من الدول السوفيتية السابقة تفتقر إلى ضوابط الحدود الفعالة اللازمة لمنع الانتشار بينما لا تزال تمتلك مواد نووية أو كيميائية أو بيولوجية. طلبت ألبانيا وليتوانيا والجبل الأسود وصربيا المساعدة في الوفاء بالتزاماتها بموجب القرار،  بينما قدمت غالبية الدول الأوروبية عروض مساعدة: النمسا، بيلاروسيا، بلغاريا، جمهورية التشيك، الدنمارك، إستونيا، فنلندا، فرنسا، ألمانيا، اليونان، المجر، أيرلندا، إيطاليا، ليختنشتاين، ليتوانيا، لوكسمبورغ، مالطا، هولندا، النرويج، بولندا، البرتغال، رومانيا، الاتحاد الروسي، سلوفاكيا، سلوفينيا، إسبانيا، السويد والمملكة المتحدة.

### أمريكا الشمالية
كانت الولايات المتحدة من أقوى المؤيدين للقرار 1540 وقرار مجلس الأمن التابع للأمم المتحدة رقم 1887،  الذي عزز أحكامه.
قدمت جميع دول أمريكا الشمالية باستثناء هاييتي وسانت لوسيا تقاريرها بشأن الامتثال لعام 1540 للأمم المتحدة. وقد طلبت جزر البهاما وبليز والجماعة الكاريبية وغواتيمالا المساعدة في تنفيذ القرار. بينما عرضت كندا وكوبا والولايات المتحدة المساعدة.

## الجدل
انتقدت العديد من الدول في حركة عدم الانحياز القرار 1540 لكونه مرهقًا وغير ملائم لأوضاعهم،  محاولة من قبل الولايات المتحدة لإشراك الآخرين في حربها على الإرهاب وتدخل الأمم المتحدة في الدول القومية  واستنزاف الموارد التي يمكن استخدامها بشكل أفضل في المشكلات ذات الصلة المحلية المباشرة.
أكد مؤيدو القرار على وظيفة لجنة القرار 1540 بصفتها غرفة مقاصة لعروض وطلبات المساعدة في تنفيذ القرار،  وأشاروا إلى أن تحسين مراقبة الحدود والإطار التشريعي سيكون ذا فائدة عامة لجميع الدول التي تنفذها.

## روابط خارجية
- نص القرار في undocs.org
- الموقع الإلكتروني للجنة 1540
- الوثيقة النهائية بشأن الاستعراض الشامل لعام 2009 لحالة تنفيذ قرار مجلس الأمن 1540 (2004): النتائج والتوصيات الرئيسية
- قرار مجلس الأمن الدولي رقم 1540 على الموقع www.state.gov
- مركز الأمم المتحدة الإقليمي للسلام ونزع السلاح والتنمية في أمريكا اللاتينية ومنطقة البحر الكاريبي (UNLIREC)